# مامان تو نیستم
مامان تو نیستم (به انگلیسی: Ain't Your Mama) نام تک‌آهنگی از جنیفر لوپز، خواننده و هنرمند آمریکایی است که در ۷ آوریل ۲۰۱۶ برای نهمین آلبوم استودیویی او توسط اپیک رکوردز منتشر شده است. این تک‌آهنگ تم‌هایی از حقوق زنان را در بر دارد. موزیک ویدیوی این ترانه که در ۵ مه ۲۰۱۶ منتشر شد، لوپز را زنی که می‌خواهد موج دوم فمینیسم را نشان دهد، به تصویر می‌کشد.